# Nahuel Salis
Nahuel Salis né le 6 août 1989, est un joueur de hockey sur gazon argentin. Il évolue au poste de milieu de terrain ou d'attaquant au Royal Daring HC avec l'équipe nationale argentine.
Il a participé aux Jeux olympiques d'été de 2020.

## Carrière

### Coupe d'Amérique
- : 2013

### Jeux olympiques
- Top 8 : 2020